# Répertoire d'actions
Un répertoire d'actions est l'ensemble des modes d'intervention auquel un individu, le plus souvent militant, peut avoir recours dans l'espace public pour montrer et faire connaître sa position. Il s'agit d'un concept de sociologie. Il a été créé et développé par Charles Tilly.

## Concept
Le concept de répertoire d'actions est particulièrement utilisé en science politique. Il sert à étudier les modalités d'inscription au sein de l'espace public de groupes mobilisés au sein de la société civile. Un répertoire d'actions politiques peut comprendre, par exemple, la grève, la manifestation, le sit-in, la pétition, le boycott, etc. Il s'agit donc de l'ensemble du spectre de modalités d'intervention et de communication dans l'espace public d'une prise de position politique ou idéologique.
Ces actions forment autant de moyens de pression vis-à-vis de l'État ou de l'autorité politique. Elles cherchent à, si ce n'est contraindre, dans tous les cas, influencer les prises de décision des décideurs publics, souvent à travers l'opinion publique.
Les répertoires d'action font l'objet de réinventions régulières qui remettent à jour ou adaptent à des situations (politiques, économiques, culturelles, technologiques) des modes d'expression ancien. Il existe donc une évolution historique du répertoire.
Les répertoires d'action peuvent être des répertoires d'action collective.